# Sv (Nadja)
Sv è il diciannovesimo album in studio del gruppo musicale canadese Nadja, pubblicato nel 2016.

## Tracce
1. Sievert – 41:18

## Formazione

### Gruppo
- Aidan Baker – voce, batteria, chitarra, flauto
- Leah Buckareff – voce, basso